# Вольский, Войтек
Во́йцех (Во́йтек) Во́льски (пол. Wojciech "Wojtek" Wolski; 24 февраля 1986, Забже, Польша) — канадский и польский хоккеист, левый нападающий.
Завершил карьеру в 2020 году.

## Карьера
Свою карьеру Войцех Вольски начал в Юниорской хоккейной лиге Онтарио, играя за клуб «Сент-Майкл Баззерс». С 2002 по 2006 играл в клубе «Брамптон Батталион» хоккейной лиги Онтарио. На драфте 2004 года был выбран в 1-м раунде под общим 21-м номером клубом «Колорадо Эвеланш».
Дебютировал в НХЛ в конце сезона 2005/06 в составе «Колорадо Эвеланш». За клуб играл до 2010 года. 3 марта 2010 года был обменян в «Финикс Койотс» на американцев Питера Мюллера и Кевина Портера. В оставшихся 18 матчах регулярного сезона 2009/10 набрал за «Финикс» 18 очков (6+12). В плей-офф в 7 матчах забросил 4 шайбы, но «койоты» вылетели уже в первом раунде, проиграв в 7 матчах «Детройту».
10 января 2011 года, не проведя и года в Финиксе, был обменян в «Нью-Йорк Рейнджерс» на чеха Михала Розсивала. В первых 36 матчах за «Финикс» в сезоне 2010/2011 на счету Войтека было 16 очков (6+10).
25 февраля 2012 года Вольски был обменян во «Флориду Пантерз» на Майка Вернанса и 3 раунд драфта 2013 года.
11 июля 2012 года подписал однолетний контракт с «Вашингтон Кэпиталз» на сумму $ 600000.
Во время локаута Вольски присоединился к польскому клубу «Чарко Санок». После окончания локаута вернулся в НХЛ.
В мае 2013 года перешёл в нижегородское «Торпедо», выступающее в Континентальной хоккейной лиге.
6 октября 2014 года установил рекорд КХЛ, сделав хет-трик в матче с «Сибирью» за 1 минуту 46 секунд.
1 мая 2015 года перешёл в магнитогорский «Металлург» из КХЛ. Весной 2016 года стал обладателем Кубка Гагарина в составе «Металлурга» после победы в финальной 7-матчевой серии над ЦСКА.
13 октября 2016 года Войтек Вольский на 48-й минуте матча против «Барыса» получил перелом седьмого и четвёртого шейных позвонков, ушиб шейного отдела спинного мозга, сотрясение головного мозга, ушибы и ссадины лица.
После длительного лечения и восстановления Войтек вернулся на лёд в июне 2017 года. Однако «Металлург» к этому моменту выбрал лимит легионерских позиций. В этой ситуации Вольский заключил двухгодичный контракт с китайским клубом «Куньлунь Ред Стар». В декабре 2017 года в результате переговоров было достигнуто соглашение между клубами «Металлург» и «Куньлунь» об обмене игроками: Вольски вернулся в «Металлург», а в «Куньлунь» перешёл Ник Шаус.
19 октября 2018 года «Металлург» и Вольский расторгли контракт по обоюдному согласию сторон. В сезоне КХЛ 2018/19 Войтек сыграл 18 матчей и набрал 15 (6+9) очков. Вместо Вольского «Металлург» заявил 27-летнего чешского форварда Михала Булиржа, который перешёл из «Либереца».
В декабре 2020 года объявил о завершении карьеры.

## Личная жизнь
Жена Джесси. Есть сын и дочь.

## Награды
- Обладатель Кубка Гагарина 2016.
- Участник матча молодых звёзд НХЛ (2007)

## Статистика
По состоянию на окончание сезона 2015/16
```
                                             --- Regular Season ---  ---- Playoffs ----
Season   Team                        Lge    GP    G    A  Pts  PIM  GP   G   A Pts PIM
--------------------------------------------------------------------------------------
2001/02  St. Michael's Buzzers       OPJHL  33   16   33   49   40
2002/03  Brampton Battalion          OHL    64   25   32   57   26  11   5   0   5   6
2003/04  Brampton Battalion          OHL    66   29   41   70   30  12   5   3   8   8
2004/05  Brampton Battalion          OHL    67   29   44   73   41   6   2   5   7   6
2005/06  Brampton Battalion          OHL    56   47   81  128   46  11   7  11  18   4
2005/06  Colorado Avalanche          NHL     9    2    4    6    4   8   1   3   4   2
2006/07  Colorado Avalanche          NHL    76   22   28   50   14  --  --  --  --  --
2007/08  Colorado Avalanche          NHL    77   18   30   48   14   7   2   3   5   2
2008/09  Colorado Avalanche          NHL    78   14   28   42   28  --  --  --  --  --
2009/10  Colorado Avalanche          NHL    62   17   30   47   21  --  --  --  --  --
2009/10  Phoenix Coyotes             NHL    18    6   12   18    6   7   4   1   5   0
2010/11  Phoenix Coyotes             NHL    36    6   10   16   10  --  --  --  --  --
2010/11  New York Rangers            NHL    37    6   13   19    8   5   1   2   3   0
2011/12  New York Rangers            NHL     9    0    3    3    2  --  --  --  --  --
2011/12  Connecticut Whale           AHL     6    3    2    5    0  --  --  --  --  --
2011/12  Florida Panthers            NHL    22    4    5    9    0   2   0   0   0   4
2012/13  Washington Capitals         NHL    27    4    5    9    6  --  --  --  --  --
```

```
2013/14  Торпедо                     КХЛ    54   19   19   38   60   7   1   2   3   2
2014/15  Торпедо                     КХЛ    52   23   20   43   36   5   2   2   4   8
2015/16  Металлург Мг                КХЛ    54   18   29   47   22   -   -   -   -   -
--------------------------------------------------------------------------------------
         NHL Totals                        451   99  168  267  113  29   8   9  17   8

```